# Al diavolo piace dolce
Al diavolo piace dolce (Everyone Worth Knowing) è il secondo romanzo di Lauren Weisberger, scritto nel 2005. È diventato anch'esso un bestseller grazie alla diffusione del primo romanzo dell'autrice americana, Il diavolo veste Prada.

## Trama
Il romanzo narra la storia di Bettina ("Bette") Robinson, una ventisettenne di New York, che sogna di trovare un fidanzato e sistemarsi per sempre. Un giorno si licenza dalla banca dove lavorava e viene inspiegabilmente assunta da un'agenzia di pubbliche relazioni, con il compito di organizzare i party più esclusivi. Ma una settimana dopo si ritrova nel letto di Philip Weston, il playboy più ambito della città, e capisce che sono guai. Iniziano ad uscire sui giornali i titoli più imbarazzanti. Per l'agenzia è un trionfo, ma per Bette, che ora è continuamente inseguita da Weston, è un vero inferno.

## Edizioni
- Lauren Weisberger, Al diavolo piace dolce, traduzione di Francesca Spinelli, terza ed., Edizioni Piemme, 2007,  p. 459, ISBN 978-88-384-1098-7.